# Вар (міра)
Вар (інша назва — провар) — міра місткості й об'єму. Використовувалася на українських землях у складі Великого князівства Литовського і Речі Посполитої в 14–18 ст. У писемних джерелах часів Київської Русі зафіксовано подібну до вару міру — провар (перевара), назва якої походить від слова «варити», що вживалося стосовно процесу приготування хмільних напоїв, міри місткості хмільного і назви посуду. Провар, а з 14 ст. вар означав також об'єм солі, яку добували з соляних озер.